# Scotophilus viridis
Scotophilus viridis är en fladdermusart som först beskrevs av Peters 1852.  Scotophilus viridis ingår i släktet Scotophilus och familjen läderlappar. IUCN kategoriserar arten globalt som livskraftig. Inga underarter finns listade i Catalogue of Life. Wilson & Reeder (2005) skiljer mellan två underarter.
Arten förekommer i västra, centrala och östra Afrika. Utbredningsområdet sträcker sig från Senegal till Etiopien och sedan söderut till östra Sydafrika. Habitatet utgörs av tropiska savanner och av buskskogar. Individerna vilar ofta i byggnader eller i trädens håligheter.